# Route 32 (Alberta)
La Route 32 est une route située dans le centre-ouest de l'Alberta. Elle débute à la jonction de la route 16 et se dirige vers le nord. Elle suit le cours de la rivière McLeod jusqu'à Whitecourt, où elle forme un multiplex avec la route 43. Elle traverse la rivière Athabasca en multiplex et prend la direction du nord-est après s'être séparée de la route 43. À Swan Hills, elle rencontre la route 33. La route 32 prend alors fin et son trajet se poursuit comme route 33 vers le nord.

## Intersections majeures
| Municipalité rurale / spécialisée             | Ville      | km                         | Destinations                              | Notes                                   |
| --------------------------------------------- | ---------- | -------------------------- | ----------------------------------------- | --------------------------------------- |
| Comté de Yellowhead                           |            | 0,00                       | AB-16 – Edson, Jasper, Edmonton           |                                         |
| Comté de Yellowhead                           | 13,10      | Traverse la rivière McLeod | Traverse la rivière McLeod                |                                         |
| Comté de Yellowhead                           | 16,90      | AB-748 ouest – Edson       | Terminus est de l'AB-748                  |                                         |
| Comté de Woodlands                            | Whitecourt | 70,80                      | AB-43 sud – Edmonton                      | Terminus sud du multiplex avec l'AB-43  |
| Comté de Woodlands                            | Whitecourt | 72,70                      | Traverse la rivière Athabasca             | Traverse la rivière Athabasca           |
| Comté de Woodlands                            |            | 78,70                      | AB-43 nord – Valleyview, Grande Prairie   | Terminus nord du multiplex avec l'AB-43 |
| Comté de Big Lakes                            | Swan Hills | 147,30                     | AB-33 – Kinuso, Rivière-la-Paix, Barrhead | L'AB-32 nord devient l'AB-33 nord       |
| - Terminus de multiplex - Transition de route |            |                            |                                           |                                         |